# First National Bank (Afrique du Sud)
Pour les articles homonymes, voir First National Bank, FNB et ENB.
First National Bank (FNB) (Afrikaans : Eerste Nasionale Bank (ENB)) —littéralement première banque nationale—
La FNB est détenue par FirstRand Limited et possède des branches au Swaziland, au Botswana et en Namibie.

## Histoire
La FNB prétend être la plus ancienne banque d’Afrique du Sud et origine officiellement de l’Eastern Province Bank, formée en 1838 à Grahamstown durant le boom d’exportation de laine dans la région. En 1874 la banque avait quatre branches : Grahamstown, Middelbourg, Cradock et Queenstown.
En 1874 la banque est rachetée par l’Oriental Bank Corporation (OBC), mais sera ensuite reprise par la Bank of Africa en 1879.
En 1912 la Bank of Africa est rachetée par la National Bank, comme la National Bank of the Orange River Colony et la Natal Bank.
En 1925 la National Bank fusionne avec l’Anglo-Egyptian Bank et la Colonial Bank pour former la Barclays Bank dont la branche sud-africaine est renommée Barclays National Bank Limited en 1971. En 1986, à la suite d'une campagne contre l’apartheid, la Barclays réduit ses parts et la banque devient entièrement contrôlée par des Sud-Africains et se renomme First National Bank of Southern Africa Limited en 1987.
En 1998, les participations de Rand Merchant Bank Holdings et d'Anglo-American Corporation dans les services financiers (y compris leur participation dans First National Bank) ont fusionné pour former First Rand, cotée à la Bourse de Johannesburg. FNB est ainsi devenue une filiale à 100 % de FirstRand Limited ; elle opère actuellement comme une division de FirstRand Bank Limited.
En 1999, la First National Bank a été mentionnée dans le « Rapport Ciex », qui résumait une enquête de deux ans sur le vol de 26 milliards de rands à l'État pendant l'apartheid. Les enquêteurs ont affirmé que FNB avait illégalement reçu des centaines de millions de rands de la SARB. Cet argent était déguisé en « bouées de sauvetage » pour couvrir des créances douteuses. En 2017, les fonds volés n'ont toujours pas été récupérés.